# Унгор
Унгор — река в России, протекает в Рязанской области. Правый приток реки Пара.

## География
Река берёт начало неподалёку от одноимённого села Унгор. Течёт на юг через берёзовые и дубовые леса. Устье реки находится напротив села Меньшие Можары в 114 км по правому берегу Пары. Длина реки составляет 22 км, площадь водосборного бассейна 170 км². Вблизи устья на реке образованы пруды.
Притоки (левые): Васино, Ключ.

## Данные водного реестра
По данным государственного водного реестра России относится к Окскому бассейновому округу, водохозяйственный участок реки — Ока от города Рязань до водомерного поста у села Копоново, без реки Проня, речной подбассейн реки — бассейны притоков Оки до впадения Мокши. Речной бассейн реки — Ока.
Код объекта в государственном водном реестре — 09010102212110000026017.